# 庫爾 (伯恩州)
库尔（法語：Court）是瑞士联邦伯尔尼州伯尔尼汝拉区的市镇。该市镇面积为24.60平方千米，海拔高度666米，2018年12月31日人口数为1,418。